# Сулос
Сулос — река в России, протекает по территории Суккозерского сельского поселения Муезерского района Карелии.

## Описание
Впадает в Суккозеро. Длина реки — 16 км, площадь водосборного бассейна — 167 км².
Река берёт начало из северо-западного залива озера Сулосъярви на высоте 199 м. Затем, устремляясь в юго-западном направлении, пересекает железнодорожную линию Суоярви — Ледмозеро двумя километрами южнее остановочного пункта Кангас, после чего, следуя в южном направлении, протекает через озеро Чангас. Затем, повернув на восток, во второй раз пересекает линию Суоярви — Ледмозеро, после чего, протекая через озёра Саммалампи и Таразма, поворачивает на запад и в третий раз пересекает линию Суоярви — Ледмозеро возле станции Брусничная, после чего впадает в озеро Суккозеро на высоте 176,1 м.

## Галерея

Сулос
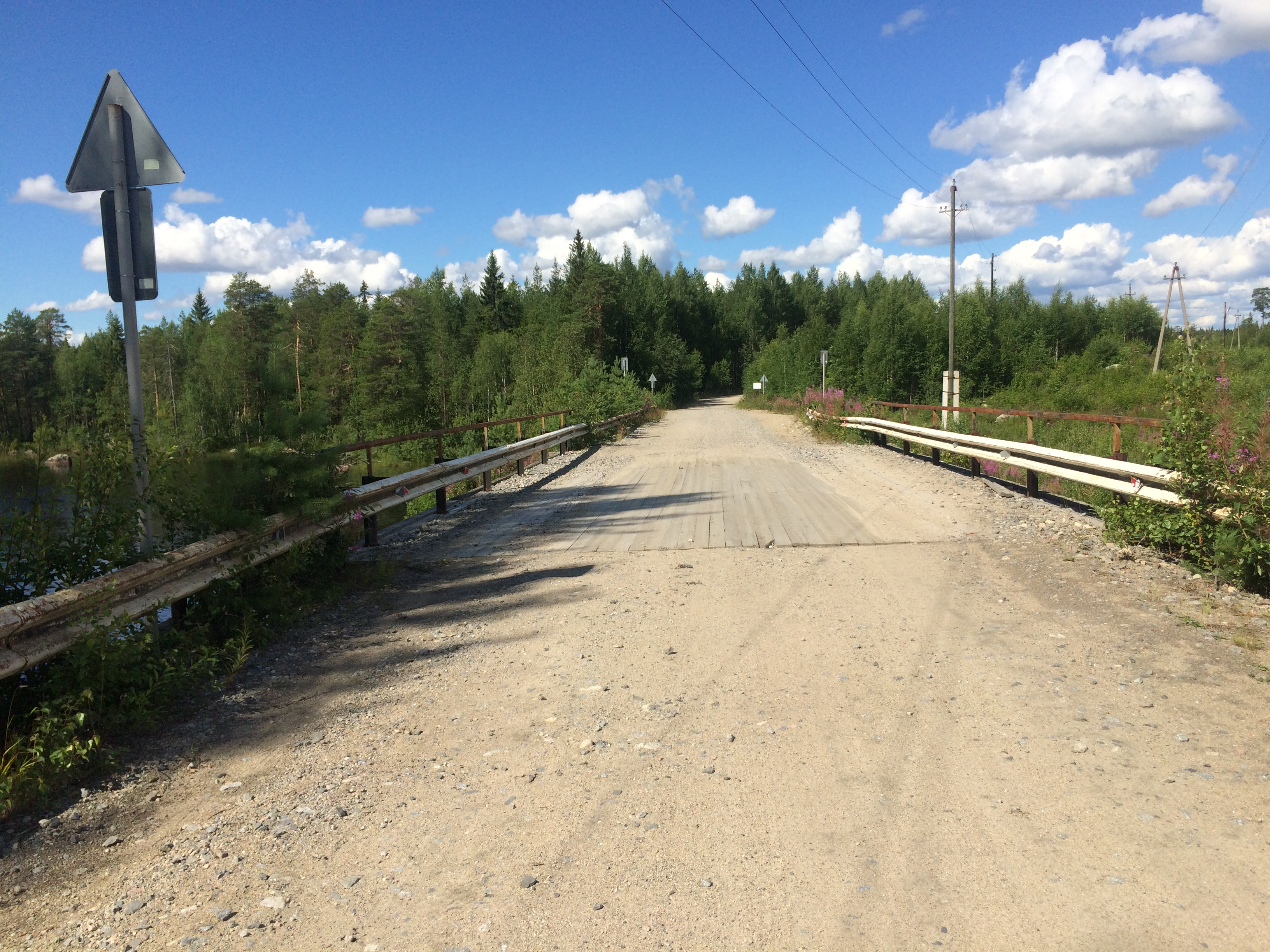
Автомобильный мост дороги 86К-7
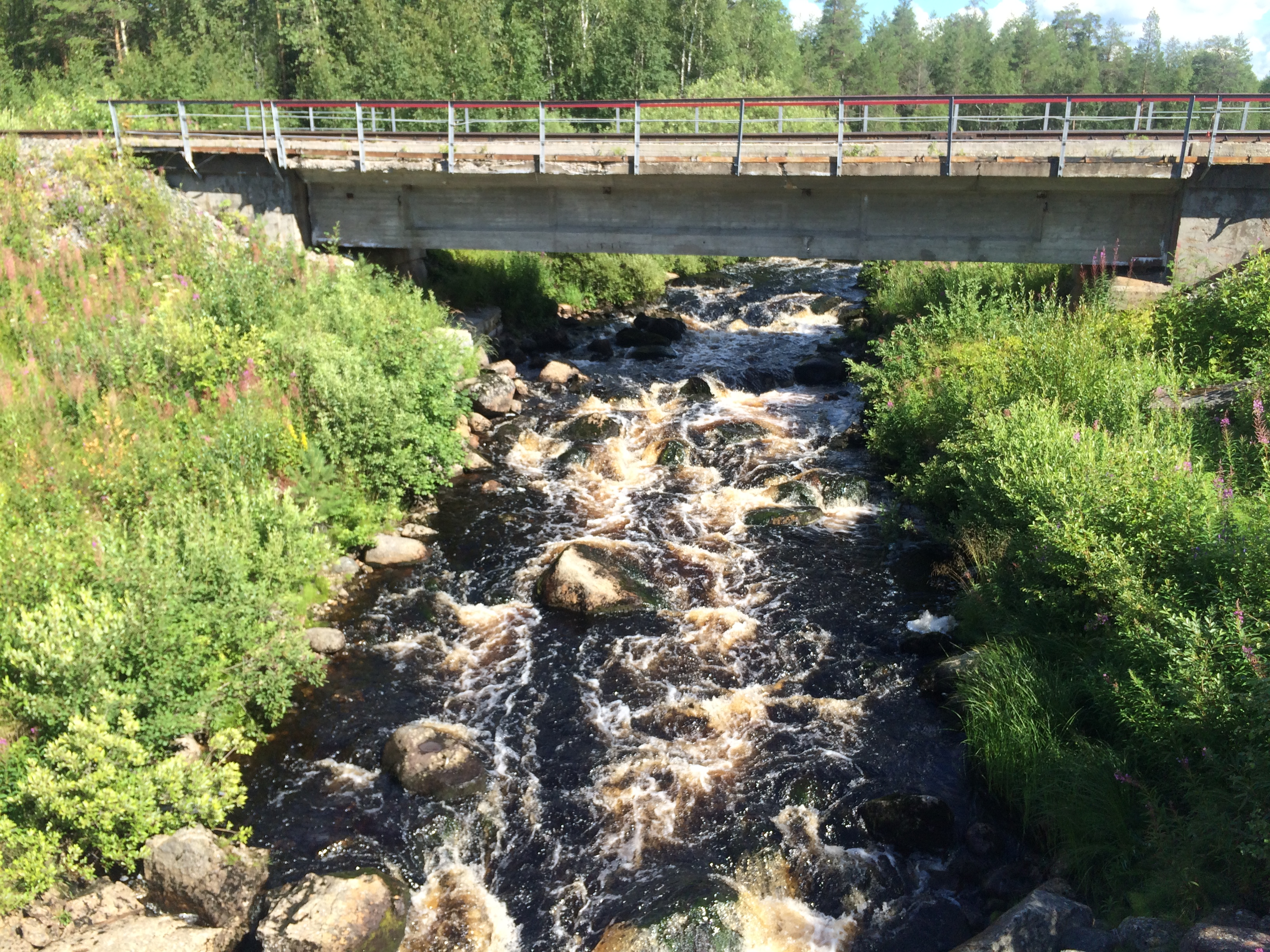
Вид с автомобильного моста против течения
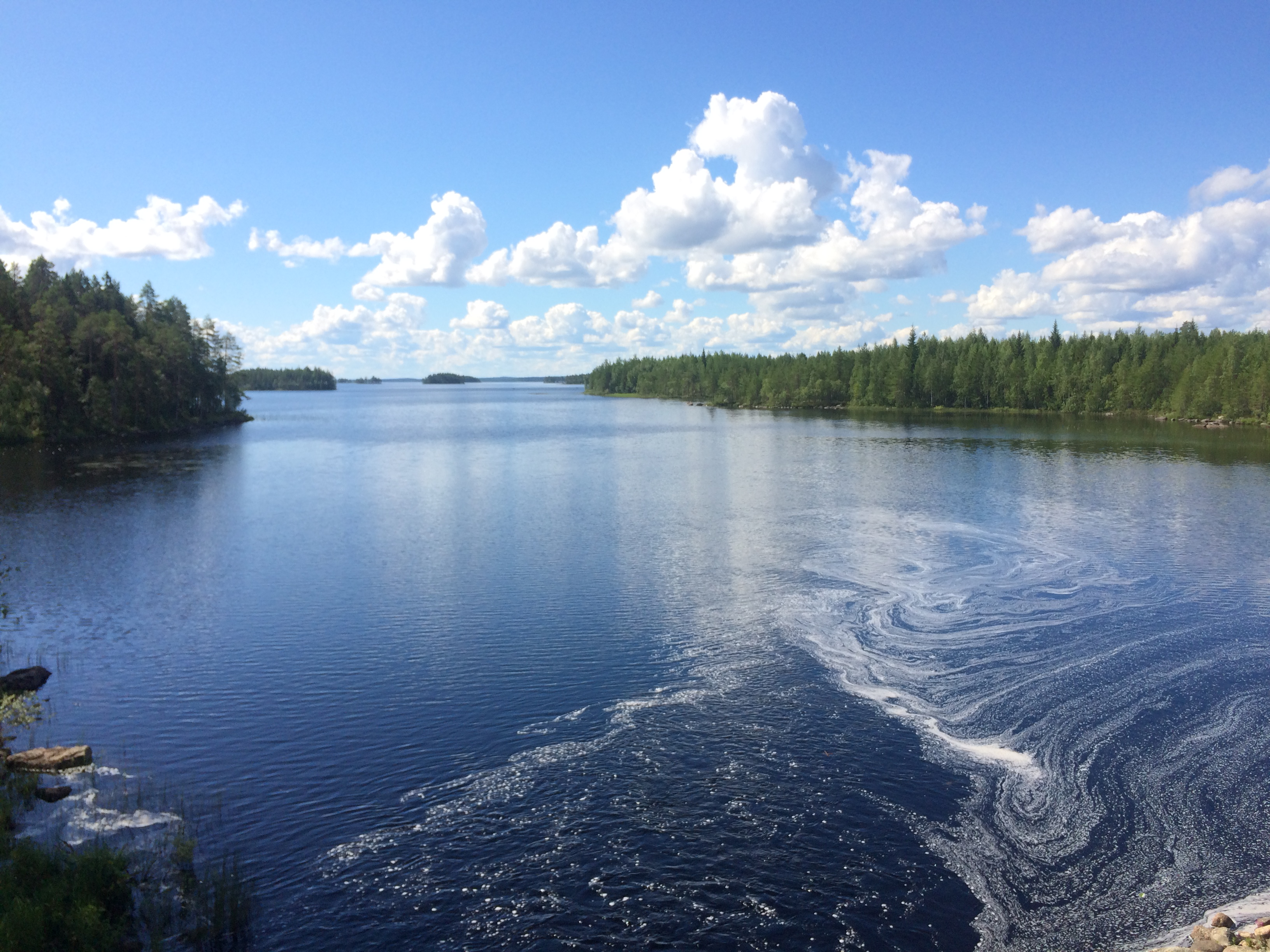
Устье реки Сулос. Вид на Суккозеро
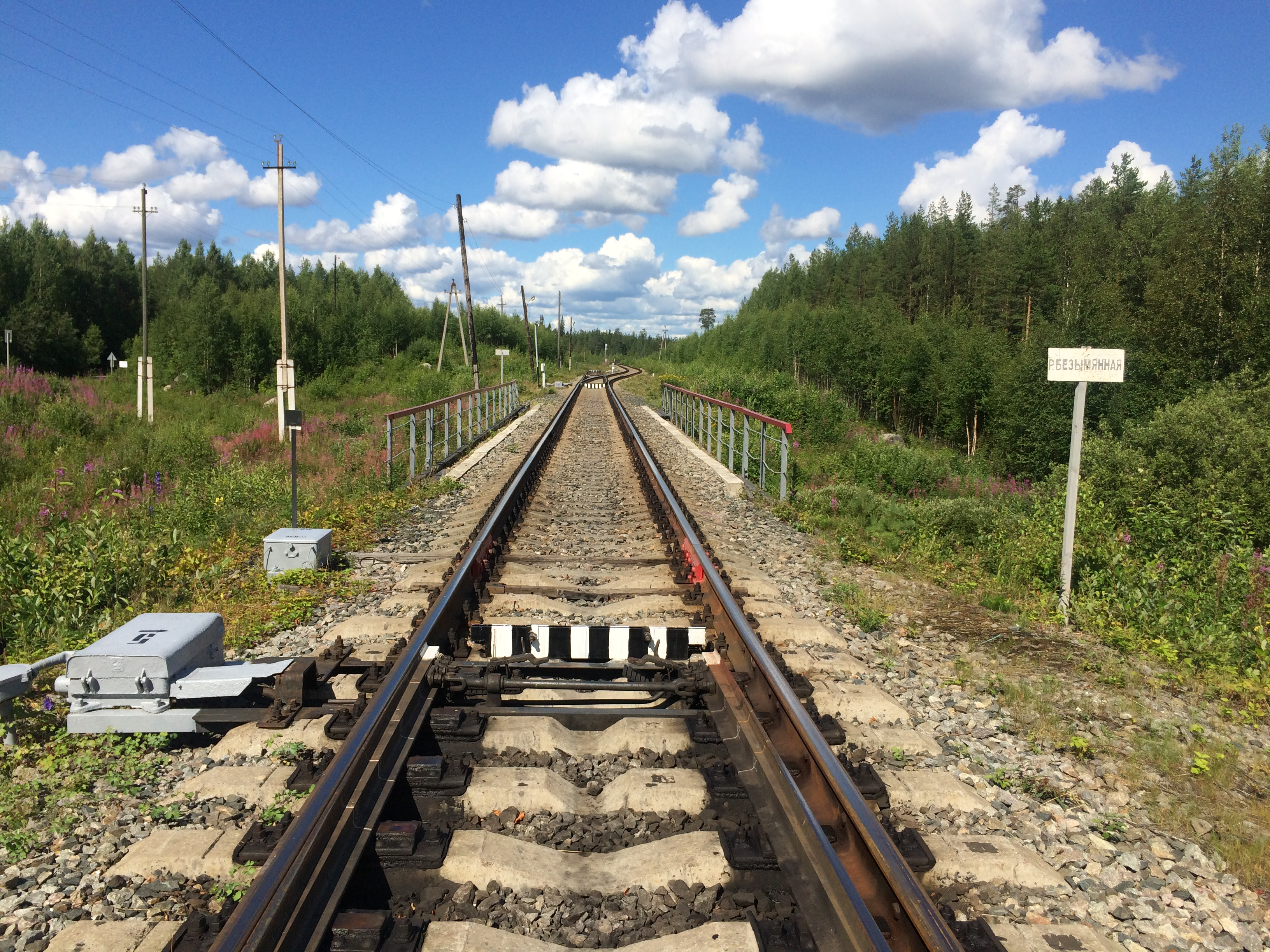
Железнодорожный мост через Сулос
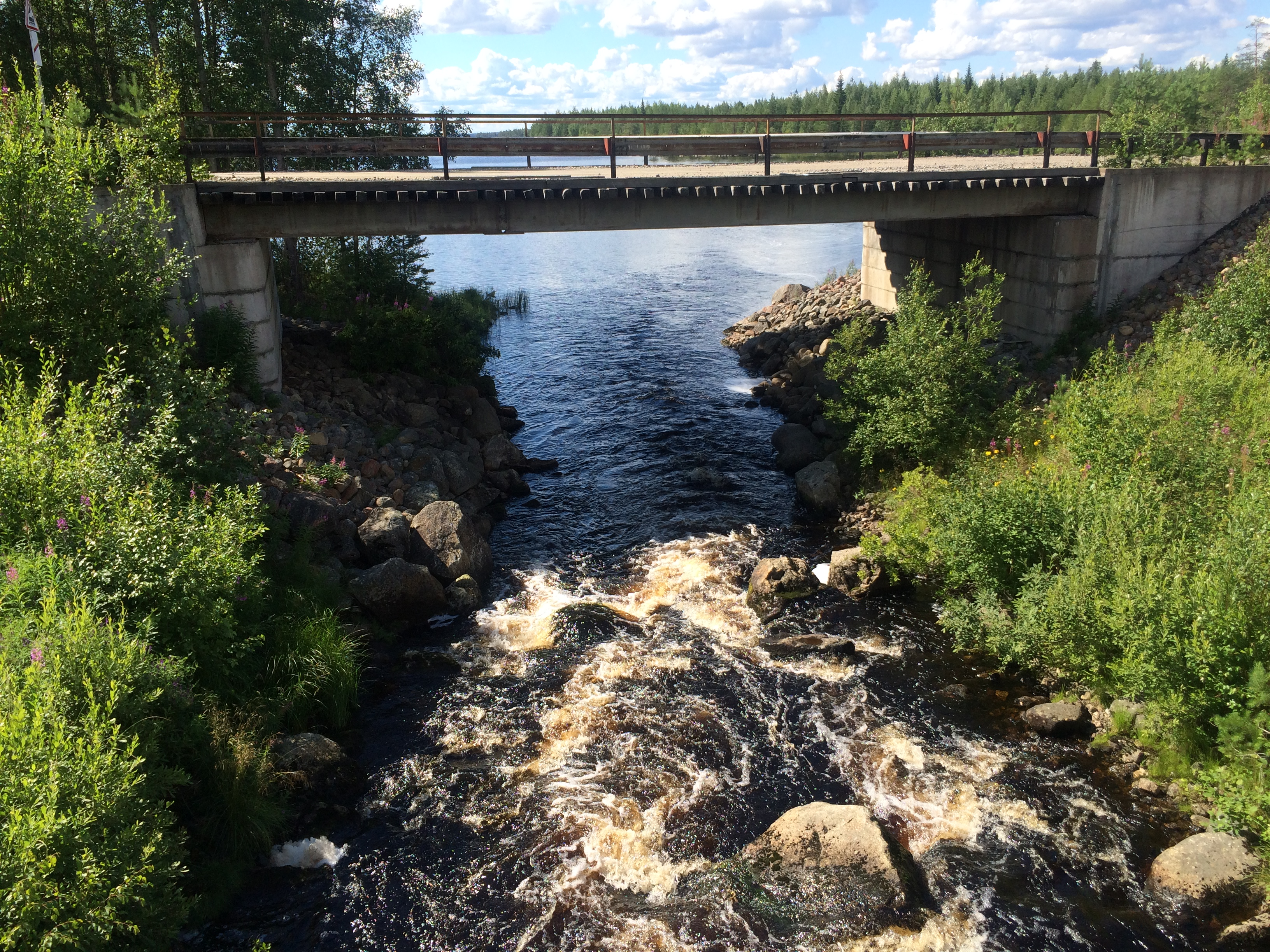
Вид с железнодорожного моста в сторону Суккозера

## Данные водного реестра
По данным государственного водного реестра России относится к Балтийскому бассейновому округу, водохозяйственный участок реки — Свирь (включая реки бассейна Онежского озера), речной подбассейн реки — Свирь (включая реки бассейна Онежского озера). Относится к речному бассейну реки Нева (включая бассейны рек Онежского и Ладожского озера).